# Eugen Bleuler
Paul Eugen Bleuler (Zollikon, 30 april 1857 - aldaar, 15 juli 1939) was een Zwitserse psychiater. Hij werd vooral bekend als naamgever van de ziekte schizofrenie en zijn pionierswerk in de beschrijving van psychische aandoeningen. Zijn boek Lehrbuch der Psychiatrie was decennialang toonaangevend in de psychiatrie. Nog in 1983 verscheen een vijftiende druk.

## Biografie
Bleuler werd geboren in Zollikon, in de buurt van Zürich. Hij studeerde farmacie in Zürich en studeerde ook in Parijs, Londen en München. Na zijn studies keerde hij terug naar Zürich en ging werken in Burghölzli, de psychiatrische kliniek van de Universiteit Zürich. In 1901 huwde hij Hedwig Bleuler-Waser (1869-1940), een feministe en pionier in de Zwitserse abstinentiebeweging. Ook zijn zoon Manfred Bleuler heeft hier later als psychiater gewerkt.  
In 1886 werd Bleuler benoemd tot directeur van een psychiatrische kliniek in Rheinau. Deze kliniek werd in die tijd gezien als wat achtergebleven en ouderwets en Bleuler werkte er hard aan verbetering van de omstandigheden voor patiënten. In 1898 werd hij directeur van zijn oude ziekenhuis Burghölzli, waar hij onder anderen Carl Gustav Jung, Franz Riklin en Karl Abraham in dienst had.  
Bleuler is zowel als naamgever van schizofrenie beroemd geworden, als door de afgrenzing hiervan van andere psychiatrische ziektebeelden. Hij was een van de eersten die een systematische beschrijving en classificatie van geestesziekten gaf. De schizofrenie was door Emil Kraepelin eerder dementia praecox (vroegtijdige dementie) genoemd en beschreven als een ziekte die op jonge leeftijd ontstaat en tot geestelijk verval leidt. Bleuler constateerde echter dat er niet altijd dementie optrad. Hij publiceerde een nieuwe definitie van de ziekte en gaf deze ook een andere naam: schizofrenie (gespleten geest). Ook de term autisme is van Bleuler afkomstig. Hij doelde hiermee op het verstoorde emotionele contact met anderen dat hij bij schizofrenen waarnam.
Bleuler geloofde geheel tegen de visie van Kraepelin in dat er geen duidelijke grens is tussen een gezonde geest en een zieke geest. Hij nam bij mensen gedrag waar dat wel aan schizofrenie deed denken, maar niet ziekelijk genoemd kon worden. Hij beschouwde dit niet-ziekelijke gedrag meer als een persoonlijkheids- of karaktereigenschap (vergelijk bijvoorbeeld schizotypische persoonlijkheidsstoornis). 

## Werken

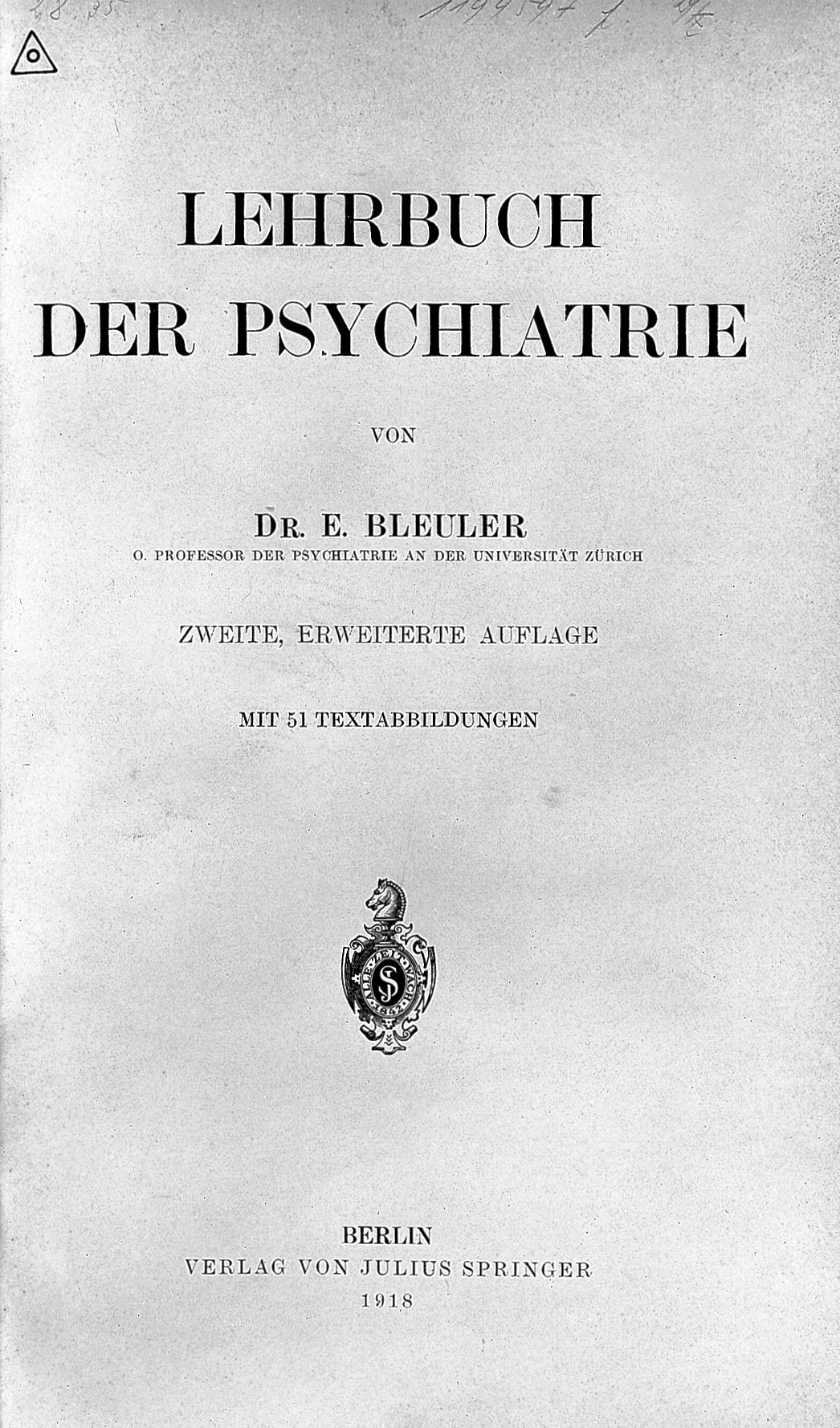
Lehrbuch der Psychiatrie.

- (de)  Lehrbuch der Psychiatrie, Berlijn, Junius Verlag, 1916.

- Base de données des élites suisses: 76174
- Biblioteca Nacional de España: XX1206540
- Bibliothèque nationale de France: cb12065087s (data)
- Catàleg d'autoritats de noms i títols de Catalunya: 981058511198706706
- CiNii: DA02468502
- Gemeinsame Normdatei: 121096416
- Historisch woordenboek van Zwitserland: 014296
- International Standard Name Identifier: 0000 0001 0871 8883
- Library of Congress Control Number: n50027076
- Nationale Bibliotheek van Letland: 000078612
- Bibliotheek van het Japanse parlement: 00433515
- Nationale Bibliotheek van Tsjechië: jn20011018383
- Nationale Bibliotheek van Israël: 987007258890205171
- Nederlandse Thesaurus van Auteursnamen: 068379099
- Istituto Centrale per il Catalogo Unico: CFIV127939
- SNAC: w6z04z9n
- Système universitaire de documentation: 028913396
- Virtual International Authority File: 14792336
- WorldCat: E39PBJpV8cFDqRGJmHjPRFmrv3